# Бигуди (телеканал)
Бигуди (укр. Бігуді) — украинский развлекательный телеканал, входящий в состав медиаконгломерата «1+1 Медиа», ориентированный на аудиторию «женщины 18-50 лет».
Эфирное наполнение канала составляют украинские, индийские и турецкие сериалы, а также программы и мультфильмы.

## История
Телеканал «Бигуди» начал вещание 13 января 2014 года.
С 4 апреля 2017 года телеканал вещает в формате 16:9.
По результатам 2017 телеканал «Бигуди» показал рост доли по коммерческой аудитории «Женщины 18-54 (вся Украина)» на 29 %.
В начале 2018 канал «Бигуди» перезапустил официальный сайт канала.
Основная продукция телеканала — украинские и зарубежные сериалы, а также программы собственного производства 1+1 медиа для женской аудитории.

## Логотип
Логотипом канала является слово «Бігуді», написанное курсивом светло розового цвета так, что концы на каждой букве имеют закруглённый вид с минимальной прозрачностью. До 2015 года был полупрозрачным. Находится в правом верхнем углу.

## Лица канала
- Иванна Найда (генеральный продюсер нишевых каналов 1+1 media)

## Сетка вещания

### Программы
- Красавица за 12 часов
- Улыбнитесь, Вам это к лицу!
- Семейные мелодрамы
- Клиника
- Прости меня, моя любовь
- Мольфар
- Полезные подсказки

### Сериалы

#### Сериалы украинского производства
- «Только любовь» (укр. «Тільки кохання») — на украинском языке
- Пять минут до метро (укр. «П’ять хвилин до метро» — на русском языке
- «Дневники Тёмного» (укр. «Щоденники Темного» — на русском языке

#### Зарубежные сериалы (с украинским дубляжом)
- «Согласие» (укр. «Я кажу – так!»)
- «Моя чужая жизнь» (Турция) (укр. «Моє чуже життя»)
- «Вторая свадьба» (укр. «Друге весілля»)
- «Вдребезги» (укр. «Уламки щастя»)
- «Чёрная любовь» (укр. «Нескінченне кохання»)
- «Снова любовь» (укр. «Я знову тебе кохаю»)
- «Любовь Мерьем» (укр. «Кохання Мер'єм»)
- «Женская доля» (укр. «Візерунки долі»)